# کرتیس براون
کرتیس براون (به انگلیسی: Curtis Lee Brown, Jr.) فضانورد اهل ایالات متحده آمریکا است که در ۱۱ مارس ۱۹۵۶ میلادی در ایلیزبتتاون، کارولینای شمالی زاده شد. وی در مأموریت اس‌تی‌اس-۴۷، اس‌تی‌اس-۶۶، اس‌تی‌اس-۷۷، اس‌تی‌اس-۸۵، اس‌تی‌اس-۹۵، اس‌تی‌اس-۱۰۳ حضور داشته است.